# Bandera de Montmeló
La bandera oficial de Montmeló té la següent descripció:
| « | Bandera apaïsada, de proporcions dos d'alt per tres de llarg, tricolor horitzontal, verd clar, blanc i blau clar, amb tres creus llatines negres, cadascuna de tronc i braços de gruix 2/171 de la llargària del drap, d'alçària 21/114 de la del drap i amplària 14/171 de la llargària del mateix drap, separades entre elles per una distància de 14/171 de la llargària del drap i posades al centre. | » |

## Història
Fou aprovada per la Generalitat l'11 de febrer de 2014 i publicada al DOGC el 25 del mateix mes amb el número 6569.